# 中国庭園
中国庭園（ちゅうごくていえん）、園林（えんりん）とは、中国において古代から伝わる庭園や造景芸術のことであり、ほかの東アジアの庭園に大きな影響を与えた。

## 名称
中国語では「園林」という漢字表記で書き、日本庭園のように小さな家内空間を意味する「庭」という漢字を使わず、代わりに植物育成場を意味する「林」の漢字で広い中華風の庭園を表す。
日本語では「園林」が定訳に至ってないため、「日本庭園」という言い方に倣って「中華庭園・中華式庭園・中国風庭園」などの和訳もしばしば使われている。

## 定義
中国庭園、つまり「園林」というものは、必ず池・石・木・橋・亭などの五つの要素が全て揃って、一つを欠いても「園林」として成立しない。
日本庭園のルーツは中国庭園にあり、日中両国の庭園は似ている部分が多い。中国庭園の「池を中心とした神仙世界を表現してきた」ところには日本と同じだが、中国人ならではの美学も多く、日本庭園との相違点はかなりある。最大の違いは中国庭園は人間と自然の調和を求め、世の中に存在しない仙土・桃源郷を人間界に現実化させることを最大の目的とする。その為、中国庭園は執着に水墨画・漢詩・道教・仏教・儒教・紅楼夢の中の名シーンを忠実に再現しつつ、日本のように純粋に美を追求する事や自由に庭園をデザインする事は出来ない。

## 歴史
中国庭園の歴史は長く、歴史的に分類すると
1. 生成期（漢朝、紀元220年の前）
2. 転換期（魏晋南北朝時代、紀元220年－589年）
3. 興起期（隋・唐・五代十国時代、589年－960年）
4. 成熟期（宋・元・明、960年－1736年）
5. 硬化期（清、中華民国1736年－1911年）

五つの時期に分かれている。

## 特徴
分類的には、皇家園林・私有園林・寺廟園林・衙署園林・祠堂園林・書院園林・仏教園林などがある。
代表的な中国庭園は避暑山荘・頤和園・蘇州古典園林などで、世界遺産にも登録されている。
中国庭園の特徴のひとつに九曲橋・太鼓橋などがあげられる。
中国では宮城や離宮・陵墓あるいは私邸や仏教寺院や道観・文廊などあらゆる建築に庭園が伴い、独自の環境文化を発展させてきた。
古くは神仙思想に傾倒した秦始皇帝や漢武帝が造営した、海浜風景をモチーフとした蓬萊山と証する中ノ島をおく神仙式庭園が流行した。日本の浄土庭園もその影響を受けている。こうした写意庭園に対し、南北朝ごろから士大夫らの隠遁思想を反映して自然のままの風趣を重視する林泉式庭園が、また隋唐代には池や運河を開削した船遊式庭園が造営されたが、宋代になると文人らが禅宗思想の影響で詩画芸術を造園に組み込んだいわゆる文人庭園が盛行し、現在見る中国庭園の原型が形作られている。

### 四川庭園
「四川庭園」または「八州式庭園」は、四川省および重慶地方で発達した中国庭園の主要な地域様式の1つである。四川省の庭園の多くは成都平原にあり、地元の重要な有名人を記念するために政府によって公共庭園として造られた。このことは、華東地域の私的庭園（例：蘇州）や北京の皇帝庭園と異なる点である。
成都の新都区にある東湖は、唐代（618-907）に造られた2つしかない現存する中国庭園の1つである。

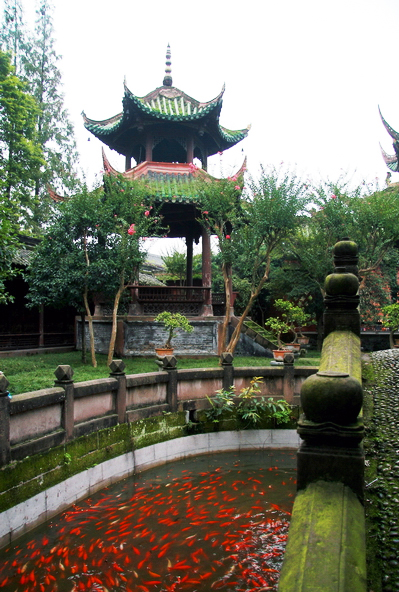
ヤンファチ
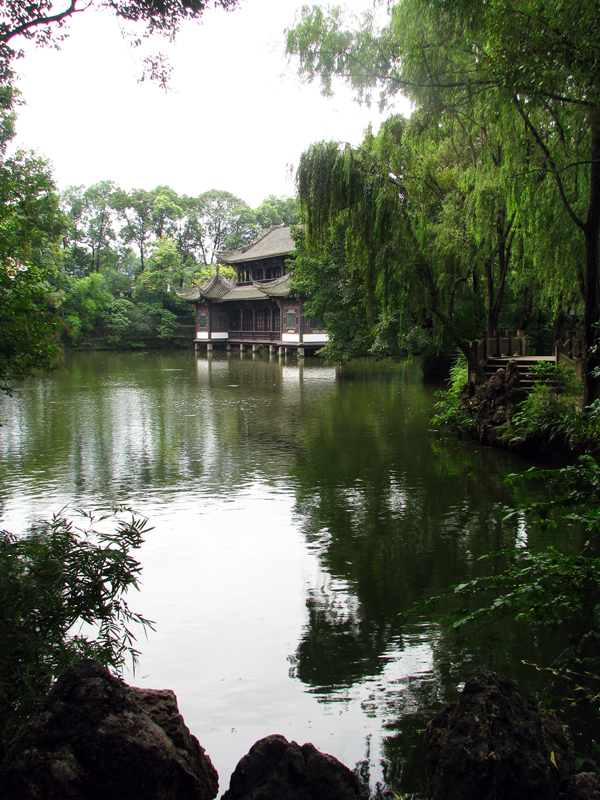
盛安桂湖
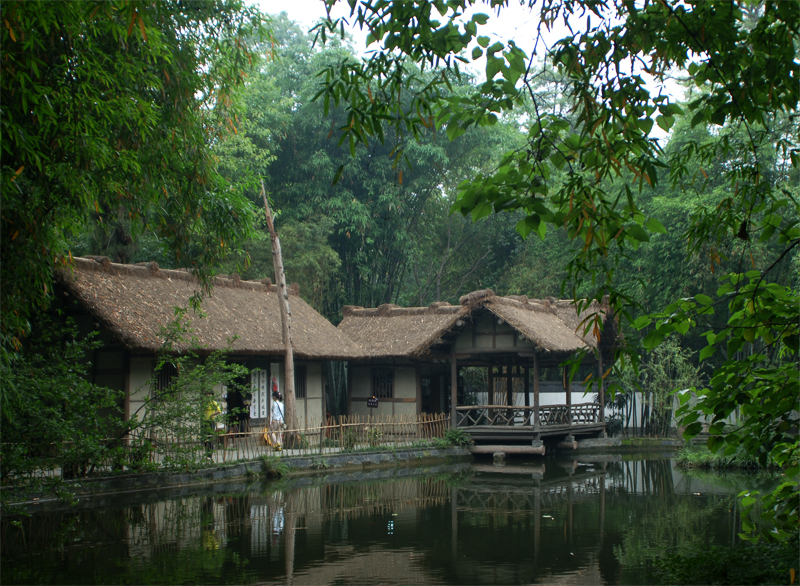
杜甫草堂

### 嶺南庭園
嶺南庭園（れいなんていえん、広東語 Jyutping: Ling5 naam4 jyun4 lam4、繁体字中国語: 嶺南園林）は、中国南部の広東省嶺南地方に伝わる庭園様式で広東式庭園とも呼ばれる。四川庭園や江南庭園と並んで、中国庭園の代表的な様式の一つ。
嶺南地方は、福建省南部、広東省、広西省にまたがる嶺山脈の南側で、ユーラシア大陸の南東端に位置している。寧蒗山という自然の壁と広大な河川網により、日照時間が長く、季節風も定期的に吹いている。一年を通して植物が生い茂り、亜熱帯のような自然景観を呈している。このような豊かな自然景観を背景に、嶺南の人々は他の漢民族地域の庭園とは異なる、豊かで色彩豊かな伝統的な庭園を作り上げてきた。
Gauyiu Garden
私有の嶺南庭園
- 嶺南庭園の代表的な例として、広東省の番禺区にある Yuyum Sanfong（余蔭山房、普通話発音で「Yuyin Shanfang」 ）が挙げられる。
- 余蔭山房（Yuyum Sanfong）
- 広東省の仏山にある梁園
- 広東省・東莞市の可園

## ギャラリー
- 「阿房宮図」に描かれた中国庭園
- 王羲之が描いた中国庭園の絵図
- 中華庭園の特徴「橋」
- 窓のデザイン
- 「徽派」という一種の中国庭園
- 水墨画を意匠とした中国庭園
- 石舟は池に合わせて、景色と調和している
- 書院造の中国庭園で、日本の庭園もこの要素を取り込んだといわれる
- 宋時代の中国庭園を完全再現したもの
- 19世紀の中国庭園の写真

### 日本にある中国庭園
- 天華園 - 登別市上登別町（1999年に閉園し現存しない）
- 百合が原公園瀋秀園 - 札幌市北区
- 大師公園瀋秀園 - 川崎市川崎区
- 清五郎にいがた村天寿園 - 新潟市
- 日中友好庭園 - 岐阜市
- 燕趙園 - 鳥取県湯梨浜町
- 冠岳 (鹿児島県いちき串木野市) - 徐福伝説にちなんで1992年（平成4年）に開設された中国庭園
- 松山公園福州園 - 那覇にある中国式の庭園
- 泗水公園孔子園 - 熊本県にある
- 浦川公園武漢の森 - 大分市
- 響灘緑地大北亭 - 北九州市若林区
- 維新100年記念公園 中国庭園樂亭 - 山口市
- 鶴見緑地中国庭園 - 大阪市
- 森の里若宮公園風月亭 - 神奈川県厚木市
- 本牧市民公園上海横浜友好園 - 中区
- 下北さくら一つ森公園友誼園 - 秋田市

- このほか日本では、沖縄の名勝 仙巌園（磯庭園）や、小石川後楽園、広島の縮景園など、中国庭園の要素を加味した日本庭園も幾つか存在する[9]。

### アメリカにある中国庭園
- メトロポリタン美術館アスター中国庭園 - ニューヨーク

## ヨーロッパの庭園への影響
マルコポーロはすでにヨーロッパの庭園とは全く異なる中国庭園について紹介していたが、その説明はヨーロッパの庭園デザインに大きな影響を与えるにはあまりにも曖昧であった。しかしのちにイエズス会 マッテオ・リパが中国へ派遣され、多くの彫刻とともに中国の庭園デザインの銅版画等を持ち帰ったことにより、その美しい庭園デザインは受け入れられていった。20世紀には、第18回シノワズリーファッション博の一環として 中国のモチーフがヨーロッパ中で採用された。 中国庭園と塔の残響は、 ドレスデン近くのサンスーシ 、 ベルサイユ 、 シェーンブルン 、 ピルニッツ城のエキゾチックな家具に残っている。